# Tarek Soliman
Tarek Soliman (24 gennaio 1962) è un ex calciatore egiziano, di ruolo attaccante.

## Carriera
Con la Nazionale egiziana ha partecipato ai Mondiali 1990.